# Hydriomena glenwoodata
Hydriomena glenwoodata là một loài bướm đêm trong họ Geometridae.